# Нылды
Нылды (кирг. Нылды) — село в Манасском районе Таласской области Кыргызстана. Входит в состав Каидинского аильного округа. Код СОАТЕ — 41707 225 818 03 0.

## Население
По данным переписи 2009 года, в селе проживало 687 человек.